# Liste der Kulturdenkmäler in Unter-Seibertenrod
Die folgende Liste enthält die in der Denkmaltopographie ausgewiesenen Kulturdenkmäler auf dem Gebiet des Ortsteils Unter-Seibertenrod der  Stadt Ulrichstein, Vogelsbergkreis, Hessen.
Hinweis: Die Reihenfolge der Denkmäler in dieser Liste orientiert sich an der Anschrift, alternativ ist sie auch nach der Bezeichnung, der vom Landesamt für Denkmalpflege vergebenen Nummer oder der Bauzeit sortierbar.
Kulturdenkmäler werden fortlaufend im Denkmalverzeichnis des Landes Hessen durch das Landesamt für Denkmalpflege Hessen auf Basis des Hessischen Denkmalschutzgesetzes (HDSchG) geführt. Die Schutzwürdigkeit eines Kulturdenkmals hängt nicht von der Eintragung in das Denkmalverzeichnis des Landes Hessen oder der Veröffentlichung in der Denkmaltopographie ab.

Das Vorhandensein oder Fehlen eines Objekts in dieser Liste ist keine rechtsverbindliche Auskunft darüber, ob es Kulturdenkmal ist oder nicht: Diese Liste entspricht möglicherweise nicht dem aktuellen Stand der offiziellen Denkmaltopographie. Diese ist für Hessen in den entsprechenden Bänden der Denkmaltopographie Bundesrepublik Deutschland und im Internet unter DenkXweb – Kulturdenkmäler in Hessen einsehbar. Auch diese Quellen sind, obwohl sie durch das Landesamt für Denkmalpflege Hessen aktualisiert werden, nicht immer aktuell, da es im Denkmalbestand immer wieder Änderungen gibt.
Eine verbindliche Auskunft erteilt allein das Landesamt für Denkmalpflege Hessen.
Nutze diese Kartenansicht, um Koordinaten in der Liste zu setzen. In dieser Kartenansicht sind Kulturdenkmale ohne Koordinaten mit einem roten bzw. orangen Marker dargestellt und können in der Karte gesetzt werden. Kulturdenkmale ohne Bild sind mit einem blauen bzw. roten Marker gekennzeichnet, Kulturdenkmale mit Bild mit einem grünen bzw. orangen Marker.
| Bild                                               | Bezeichnung                                       | Lage                                                                | Beschreibung                                                                                            | Bauzeit                                                                      | Objekt-Nr. |
| -------------------------------------------------- | ------------------------------------------------- | ------------------------------------------------------------------- | --- | ---------------------------------------------------------------------------- | ---------- |
| Genossenschaftshalle und öffentliche Waage · Waage | Genossenschaftshalle und öffentliche Waage        | Am Rainbaum 1, Bachstraße 29 LageFlur: 1, Flurstück: 153/1, 153/8   | | 1949 Genossenschaftshalle                                                    | 122916 DDB |
| Bachstraße 1                                       | Fachwerkwohnhaus                                  | Bachstraße 1 LageFlur: 1, Flurstück: 127                            | | Fachwerkwohnhaus Mitte bis Ende 17. Jahrhundert, Wirtschaftsgebäude von 1907 | 122917 DDB |
| Bachstraße 3                                       | Zweigeschossiges Fachwerkwohnhaus einer Hofanlage | Bachstraße 3 LageFlur: 1, Flurstück: 138                            | | Anfang 20. Jahrhundert                                                       | 122918 DDB |
| Bachstraße 6                                       | Ehemaliger Streckhof zur Ohm                      | Bachstraße 6, Ohm LageFlur: 1, Flurstück: 37, 40                    | | Zweite Hälfte 18. Jahrhundert                                                | 124457 DDB |
| Bachstraße 13                                      | Große Hofanlage                                   | Bachstraße 13 LageFlur: 1, Flurstück: 144                           | | Anfang 19. Jahrhundert                                                       | 122919 DDB |
| Bachstraße 17                                      | Traufständiger Einhof                             | Bachstraße 17 LageFlur: 1, Flurstück: 147/1                         | | Mitte 19. Jahrhundert                                                        | 122920 DDB |
| Pumpe                                              | Pumpe                                             | Eichwaldstraße ohne Nummer LageFlur: 1, Flurstück: 125              | | Ende 19. Jahrhundert                                                         | 122921 DDB |
| weitere Bilder                                     | Evangelische Kirche und Gefallenendenkmal         | Eichwaldstraße 1 LageFlur: 1, Flurstück: 126                        | Fachwerkkirche als einschiffige, barocke Saalkirche mit Haubendachreiter und seltenem Vierachtelschluss | 1738/1739                                                                    | 122901 DDB |
| Eichwaldstraße 3                                   | Streckhof                                         | Eichwaldstraße 3 LageFlur: 1, Flurstück: 123                        | | Streckhof Ende 17. Jahrhundert, Wirtschaftsgebäude um 1900                   | 122922 DDB |
| Eichwaldstraße 4                                   | Dreizoniger Fachwerkbau                           | Eichwaldstraße 4 LageFlur: 1, Flurstück: 129/3                      | | Erste Hälfte 19. Jahrhundert                                                 | 124147 DDB |
| Eichwaldstraße 8                                   | Streckhof                                         | Eichwaldstraße 8 LageFlur: 1, Flurstück: 136                        | | Wohnhaus 1612, Wirtschaftsgebäude um 1900                                    | 122923 DDB |
| Eichwaldstraße 12                                  | Kleiner Streckhof                                 | Eichwaldstraße 12 LageFlur: 1, Flurstück: 133                       | | Wohn-Stall-Haus aus dem 18. Jahrhundert                                      | 122924 DDB |
| Ehemalige Schule                                   | Ehemalige Schule                                  | Gießener Straße 2 LageFlur: 1, Flurstück: 56/2                      | |                                                                              | 122925 DDB |
| Grundweg 2                                         | Große Hofanlage                                   | Grundweg 2 LageFlur: 1, Flurstück: 122                              | | Nach 1900                                                                    | 122926 DDB |
| Grundweg 4                                         | Hofanlage                                         | Grundweg 4 LageFlur: 1, Flurstück: 121                              | | Beginn 20. Jahrhundert                                                       | 122927 DDB |
| Grundweg 10                                        | Eingeschossige Kleinbauernhaus mit Stall          | Grundweg 10 LageFlur: 1, Flurstück: 83                              | | Um 1900                                                                      | 122928 DDB |
| Grundweg 12                                        | Kleinbäuerliches Anwesen                          | Grundweg 12 LageFlur: 1, Flurstück: 84                              | | Vor 1900                                                                     | 122915 DDB |
| Friedhofsmauer · Detail                            | Friedhof                                          | Hinter dem Kirchhof LageFlur: 1, Flurstück: 109                     | |                                                                              | 122912 DDB |
| Backhaus                                           | Backhaus                                          | Hintergasse 1 LageFlur: 1, Flurstück: 45                            | | Mitte bis Ende 19. Jahrhundert                                               | 122914 DDB |
| Bild gesucht BW                                    | Scheunen-Stall-Bau                                | Hintergasse 5 LageFlur: 1, Flurstück: 54/1                          | | Anfang bis Mitte 19. Jahrhundert                                             | 122913 DDB |
| Mittlere Brücke über die Ohm                       | Mittlere Brücke über die Ohm                      | Ohm (Bachstraße, Stumpertenröder Straße) LageFlur: 1, Flurstück: 40 | Breite, zweibogige Brücke über die Ohm.                                                                 | Mitte 19. Jahrhundert                                                        | 122911 DDB |
| Sportplatzweg 3                                    | Wohnhaus einer Hofanlage                          | Sportplatzweg 3 LageFlur: 1, Flurstück: 62                          | | Anfang 20. Jahrhundert                                                       | 122910 DDB |
| Stumpertenröder Straße 1                           | Hofanlage                                         | Stumpertenröder Straße 1 LageFlur: 1, Flurstück: 34                 | | Mitte 19. Jahrhundert                                                        | 124428 DDB |
| Stumpertenröder Straße 2                           | Großes Wohn-Stall-Haus                            | Stumpertenröder Straße 2 LageFlur: 1, Flurstück: 42                 | | Ende 18. Jahrhundert                                                         | 122909 DDB |